# Lago Rotoiti (Tasmania)
El lago Rotoiti, antes también conocido como lago Arthur, es un lago de la región neozelandesa de Tasmania. Se trata de un importante lago de montaña situado en los límites del parque nacional de los Lagos Nelson. El lago está alimentado por el río Travers, cuyas aguas desembocan en el río Buller. El lago está rodeado de un bosque de hayas y tiene 82 metros de profundidad. Saint Arnaud es una pequeña comunidad situada en el extremo norte del lago.
El Ministerio de Cultura y Patrimonio de Nueva Zelanda traduce Rotoiti por "pequeño lago".
El primer europeo que vio el lago fue John Sylvanus Cotterell el 18 de enero de 1843. Thomas Brunner y Charles Heaphy llegaron al lago en noviembre de 1843, y Heaphy lo bautizó como lago Arthur en honor al capitán Arthur Wakefield, pero el nombre maorí se mantuvo.
Durante muchos años, el lago formó parte de la Estación del Lago del político y terrateniente de Nelson John Kerr, incluido el monte Robert. Kerr (que introdujo la trucha en el lago), se ahogó allí y muchos creen que su hijo Robert fue el responsable. El lago y el monte Robert revirtieron a la corona tras la mala gestión del hijo de Kerr, Robert, en los años siguientes a su muerte. 
Las rutas de senderismo rodean el lago, incluyendo la ruta de Lakehead en el lado este y la ruta de Lakeside en el lado oeste. Hay un servicio de taxis acuáticos que recorre la longitud del lago y transporta a los excursionistas desde y hacia las cabañas de Coldwater y Lakehead en la cabecera del lago. Rotoiti es también un lugar popular para el esquí acuático y está junto al monte Robert, que albergaba un pequeño campo de esquí propiedad de un club, hasta que fue retirado por el DOC en 2005.

En el lago se han introducido truchas que atraen a los pescadores recreativos. 